# Gnetum costatum
Gnetum costatum — вид голонасінних рослин класу гнетоподібних.

## Поширення, екологія
Країни проживання: Індонезія (Папуа); Папуа Нова Гвінея (Архіпелаг Бісмарка, Нова Гвінея); Соломонові острови. Зростає в низинних та низькогірних первинних і вторинних дощових лісах.

## Загрози та охорона
Місце проживання знаходиться під загрозою рубок, будівництва доріг, культивації і розширення сільськогосподарського виробництва, особливо в низинних районах. Виявлений у трьох охоронних зонах: англ. Morobe National Park, Mt Suckling National Park, Mt Bosavi National Park.